# Devin Oliver
Devin Michael Oliver (Flower Mound, Texas, 25 de noviembre de 1991) es un jugador de baloncesto estadounidense que pertenece a la plantilla del SLUC Nancy de la LNB Pro A francesa. Con 2,03 metros de estatura, juega en la posición de alero. 

## Trayectoria deportiva

### Universidad
Jugó cuatro temporadas con los Flyers de la Universidad de Dayton, en las que promedió 6,9 puntos, 5,7 rebotes y 1,4 asistencias por partido. En su última temporada fue incluido en el tercer mejor quinteto de la Atlantic 10 Conference.

### Profesional
Tras no ser elegido en el Draft de la NBA de 2014, fue invitado por los Boston Celtics para jugar las Ligas de Verano de la NBA. En el mes de julio firmó su primer contrato profesional con el Limburg United de la liga belga, Allí jugó una temporada como titular en la que promedió 11,6 puntos y 7,2 rebotes por partido.
En agosto de 2015 fichó por el equipo israelí del Maccabi Kiryat Gat, donde sólo jugó nueve partidos, en los que promedió 8,4 puntos y 7,3 rebotes, antes de ser despedido en el mes de diciembre. En marzo de 2016 fichó por el SPO Rouen Basket francés hasta final de temporada, jugando once partidos en los que promedió 9,9 puntos y 6,7 rebotes.
En septiembre de 2016 cambió de liga para fichar por una temporada por el KK Union Olimpija de la 1. A SKL eslovaca, equipo que juega también en la Liga ABA y en la Euroliga. Acabó promediando en el total de competiciones 13,0 puntos y 7,0 rebotes por partido, ganando la liga y la copa de Eslovenia.